# Arnold Greenberg
Arnold Greenberg é um empresário estado-unidense mais conhecido como o CEO da Coleco nos anos 70 e 80. Ele começou sua carreira no Direito mas se juntou a Coleco, uma empresa de brinquedos familiar, em 1966. Ele trabalhou agressivamente para obter uma grande fatia do mercado de jogos eletrônicos enquanto mantendo a posição da Coleco como fabricante de outros brinquedos. A vontade de Greenberg de desenvolver e comercializar o Adam Computer em 1982 e 1983 eventualmente levou a companhia à falência.